# Đức Mẹ Phượng Hoàng
Tượng Đức Mẹ trên núi Phượng Hoàng (gọi tắt là tượng Đức Mẹ Phượng Hoàng nằm ở Pleiku, tỉnh Gia Lai. Đây là một trong 5 tượng đài Đức Mẹ Maria mà tổng thống Việt Nam Cộng Hòa Ngô Đình Diệm chỉ đạo xây dựng ở miền Nam Việt Nam.

## Lịch sử
Năm 1959, Lễ kính Đức Mẹ Vô Nhiễm nguyên tội được tổ chức rất long trọng tại các Giáo phận miền Nam Việt Nam nhằm kỷ niệm 100 năm Đức Mẹ hiện ra tại Lộ Đức, được gọi là Đại hội Thánh Mẫu Toàn quốc. Dịp này, tổng thống Ngô Đình Diệm, một người theo đạo Công giáo đã chỉ thị cho Phủ Tổng uy dinh điền xây dựng năm tượng đài Đức Mẹ ở Miền Trung, Miền Nam và Cao nguyên Trung phần trong các năm 1959, 1960 và 1961 bao gồm: Đức Mẹ Giang Sơn (Đắk Lắk), Đức Mẹ Thác Mơ (Phước Long), Đức Mẹ Phượng Hoàng (Kon Tum cũ), Đức Mẹ Trinh Phong (Ninh Thuận cũ) và Đức Mẹ Tà Pao (Bình Tuy, Bình Thuận cũ).
Núi Phượng Hoàng có ba ngọn, tượng Đức Mẹ được dựng trên ngọn núi ở giữa cao nhất vào khoảng năm 1960. Một vị linh mục tham gia nghi lễ khánh thành kể lại: "Dân chúng lên đèo rất vất vả, các vị chỉ huy quân sự đến bằng máy bay trực thăng. Giám mục Paul Seitz(Kim), Giám mục Giáo phận, chủ sự Nghi thức làm phép" .